# 栗山尚一
栗山 尚一（くりやま たかかず、1931年8月2日 - 2015年4月1日）は、日本の外交官、外務省官僚。外務事務次官、駐アメリカ合衆国大使、駐マレーシア大使。父親はベルギー大使などを務めた栗山茂。

## 略歴
パリ生まれ、東京都出身。
1951年に学習院高等科を卒業し、
東京大学法学部入学。同期に吉原泰助、平賀俊行らがいる。中退後、外務省入省。同期に三宅和助、平岡千之、村角泰がいた。条約課長時代、日中国交正常化に携わった。その後、条約局長、北米局長、駐マレーシア大使、外務審議官、外務事務次官を経て、駐アメリカ合衆国大使に就任した。1997年から2002年まで早稲田大学法学部客員教授、1999年から2002年まで国際基督教大学客員教授。ほかに宮内庁参与、外務省顧問、一般社団法人アジア調査会会長などを歴任した。夫人は栗山昌子。
2015年4月1日9時40分、肺炎のため死去。83歳没。叙従三位。NHKスペシャル『戦後70年 ニッポンの肖像－世界の中で－第2回冷戦　日本の選択』（2015年6月20日放送）でインタビューに答えたのが生前最後の公に姿を表した場となった。
- 1954年：外務省に入省[2]
- 1956年 : 領事官補・サンパウロ
- 1958年 : アメリカ局中南米課
- 1959年 : 経済局経済協力課
- 1960年 : 経済協力局政策課
- 1963年 : 海外経済協力基金
- 1964年 : 三等書記官・国連代表部
- 1965年 : 二等書記官[7]
- 1981年-1984年：条約局長
- 1984年：北米局長
- 1985年-1987年：マレーシア大使
- 1987年：外務審議官（政務担当）
- 1989年8月-1991年8月：外務事務次官[2]
- 1992年-1995年：駐アメリカ合衆国大使[3]
- 2006年4月-2012年3月：宮内庁参与
- 2007年4月：瑞宝大綬章受章

## 同期
- 中平立（駐加大使）
- 宇川秀幸（駐ブラジル大使）
- 平岡千之（駐ポルトガル大使、駐モロッコ大使、作家三島由紀夫の実弟）
- 三宅和助（駐シンガポール大使）
- 村角泰（儀典長）
- 益田寛（駐リベリア大使）
- 後藤利雄（駐韓大使、アジア局長）

## 著書・論文
- 『日米同盟－漂流からの脱却』（日本経済新聞社、1997年）
- 『沖縄返還・日中国交正常化・日米「密約」－外交証言録』（岩波書店、2010年8月）。中島琢磨・服部龍二・江藤名保子編
- 『戦後日本外交－軌跡と課題』（岩波書店〈岩波現代全書〉、2016年6月）。遺著